# Herborización
En botánica, la herborización es la acción que consiste en herborizar, es decir recorrer un espacio natural, preferiblemente no modificado por la acción humana, y recoger en él muestras o incluso especímenes enteros de hierbas y plantas que serán secados para de este modo constituir una colección de especímenes vegetales capaces de ser conservados durablemente. Por lo general, sobre todo si las muestras recogidas son flores, hojas o tallos, a la colección resultante de una herborización se la llama «herbario». Si durante una herborización se han recogido intencionadamente partes muy concretas de los vegetales, las colecciones resultantes pueden recibir nombres adaptados. Por ejemplo una colección exclusivamente constituida por frutos recibe el nombre de «carpoteca». Una colección exclusivamente constituida por semillas recibe el nombre de «seminoteca», etc.
Las colecciones resultantes de las herborizaciones son indispensables no solo para poder establecer taxones y la consecuente clasificación de las especies botánicas en su conjunto sino también para saber si a los nuevos especímenes que progresivamente siguen siendo recogidos hay que atribuirles taxones ya acuñados o si por el contrario hay que acuñar para ellos nuevos taxones que permitan clasificarlos convenientemente.

## Aplicación sistemática
En sistemática botánica las herborizaciones permiten recolectar y conservar especímenes silvestres de forma que las observaciones de especímenes puedan, o bien repetirse y confirmarse las observaciones ya registradas, o bien realizarse nuevas observaciones sobre las mismas especies. Y esto puede hacerse consultando los así llamados «pliegos de herbario», en los que se conservan los especímenes recogidos durante las herborizaciones. Los espacios en los que se conservan estos especímenes son colecciones constituidas por herbarios, carpotecas, semilleros, etc., con lugares especializados que permiten mantener y revisar la correcta identificación de cada espécimen. Dichas colecciones están a cargo de un taxónomo responsable de su mantenimiento, de aumentar su diversidad mediante intercambios de muestras con otras colecciones, y de controlar el acceso de los investigadores, permitiéndoles la toma de muestras de los especímenes sólo si la calidad de los datos a obtener lo justifica. Dichos taxónomos se llaman conservadores (en Hispanoamérica «curadores»).
Las colecciones con conservadores y acceso restringido al público suelen encontrarse en lugares asociados a la investigación científica como museos de ciencias naturales, herbarios o jardines botánicos. Estos archivos taxonómicos se consideran valiosos debido al presupuesto que exige su conservación y la revisión de su identificación.
Aunque por definición no necesariamente es así, idealmente es en colecciones donde se conservan los «especímenes de referencia» («pliegos tipo», llamados «voucher» en Hispanoamérica). Se les llama «especímenes de referencia» porque de ellos se toman las pruebas de una hipótesis taxonómica, es decir que son de los que se obtienen los datos de referencia para la identificación de una especie o un taxón. Las publicaciones taxonómicas de calidad dan indicaciones exactas de cómo encontrar los especímenes para quien quiera revisar las hipótesis: colección en la que se encuentra o su acrónimo y código o número de inventario con el que el espécimen usado como referencia está identificado dentro de la colección («pliego tipo»). Los pliegos que son seleccionados como especímenes tipo son los más valiosos y cuidados de la colección.